# کرومناب
کرومناب (به آلمانی: Krummennaab) یک شهر در آلمان است که در Tirschenreuth واقع شده‌است. کرومناب ۱٬۶۵۶ نفر جمعیت دارد.